# Jordi Puntí i Garriga
Jordi Puntí i Garriga   (Manlleu, 2 de juliol de 1967) és un escriptor, articulista i traductor català.

## Biografia
Llicenciat en Filologia romànica, el 1998 va començar la seva carrera literària amb el llibre de relats Pell d'Armadillo, que va merèixer el Premi de la Crítica Serra d'Or i que seria traduït al castellà el 2001. Més endavant, el 2002 publicaria Animals tristos, finalista del Premi dels Llibreters i traduït al castellà el 2004. L'obra seria adaptada al cinema per Ventura Pons el 2006, amb el títol d'Animals Ferits.
Com a traductor, ha treballat per a diverses editorials, com Edicions 62, Quaderns Crema o Columna Edicions, traduint l'obra d'autors com Paul Auster, Daniel Pennac o Amélie Nothomb.
El 2010 publicà la seva primera novel·la, Maletes perdudes, llibre amb què s'endugué diversos premis, com el Crítica de la Narrativa Catalana, el Lletra d'Or o el Premi Llibreter de narrativa i que fou traduïda a setze llengües, convertint-se en una de les novel·les contemporànies en català més traduïdes, juntament amb Camí de Sirga, de Jesús Moncada i La ciutat invisible, d'Emili Rosales.
El 2011 va publicar Els Castellans, un recull d'articles apareguts anteriorment a la revista L'Avenç, els quals giren al voltant de la cohabitació entre comunitats en el seu Manlleu natal. El 2015 va marxar a viure un any als Estats Units per a preparar la seva propera novel·la, treballant a la New York Public Library i investigant la figura de Xavier Cugat, gràcies a una beca del Cullman Center.
Forma part del col·lectiu Germans Miranda i ha col·laborat en diversos mitjans de comunicació com L'Avenç, El Periódico o El País. També és col·laborador del programa de Catalunya Ràdio Ciutat Maragda, conduït per David Guzman.

## Obres

### Narrativa
- 1998 — Pell d'armadillo (Barcelona: La Magrana). ISBN 84-8256-565-6
- 2002 — Animals tristos (Barcelona: Empúries). ISBN 84-7596-959-3
- 2011 — Els Castellans (Barcelona: L'Avenç). ISBN 978-84-8883-952-7
- 2017 — Això no és Amèrica (Barcelona: Empúries). ISBN 978-84-1701-617-3
- 2018 — Tot Messi: Exercicis d'estil (Barcelona: Empúries). ISBN 978-84-1701-651-7
- 2023 — Tot Messi i més (Barcelona: Empúries). ISBN 978-84-1883-396-0

### Novel·les
- 2010 — Maletes perdudes, Barcelona: Empúries. ISBN 978-84-9787-616-2. Fou la seva primera novel·la i va rebre diversos premis. Ha estat traduïda a setze llengües, convertint-se en una de les novel·les contemporànies més traduïdes, juntament amb Camí de Sirga, de Jesús Moncada i La ciutat invisible, d'Emili Rosales.[8]

## Traduccions
- Marie Darrieusecq, Marranades. Barcelona: Empúries/Anagrama, 1996.
- Daniel Pennac, Senyors nens. Barcelona: Empúries, 1998.
- Amélie Nothomb, Higiene de l'assassí. Barcelona: Columna, 1998.
- Paul Auster, Lulu on the bridge. Barcelona: Edicions 62, 1998 i Història de la meva màquina d'escriure Barcelona: Edicions 62, 2002.
- Edward Gorey. La colla mata-degolla. Barcelona: Angle editorial, 2007
- Mary Gaitskill. Pròleg a Si això és plaer, publicat a Univers Llibres, 2020.

## Premis i reconeixements
- 1998 — Premi de la Crítica Serra d'Or: Pell d'Armadillo
- 2010 — Premi de la Crítica de narrativa catalana: Maletes perdudes.
- 2010 — Premi Llibreter de narrativa: Maletes perdudes.
- 2010 — Premi Lletra d'Or: Maletes perdudes.
- 2010 — Premi Joaquim Amat-Piniella: Maletes perdudes.
- 2023 — Premi Sant Jordi: Confeti.[12]